# Travnická brána
Travnická brána (chorvatsky Travnička kapija) je historická kamenná brána, která se nachází v bosenském městě Jajce. Pro původně opevněné město umožňovala přístup z jižní strany. V 21. století se jedná o jednu z nejznámějších historických bran města, především proto, že řada zahraničních návštěvníků přichází do města právě přes ní. Brána je také známá též jako Dolní brána (Donja kapija), Jižní brána (Južna kapija) nebo Plivská brána (Plivska kapija); svůj současný název má podle města Travnik, kam směřovala stezka procházející branou.
Brána na čtyřúhelníkovém půdorysu byla vybudována již za doby turecké nadvlády, nejspíše na přelomu 17. a 18. století spolu s původním mostem přes řeku Plivu. Před ní se nacházel pravděpodobně příkop s padacím mostem. Kamenná věž byla zbudována s masivními zdmi; z jižní strany jejich tloušťka překračovala 3 metry, ze strany severní (do města) se pohybovala okolo 1,5 m. Nad hlavním vstupem, který má výšku 2,3 m, se nachází ještě místnost, přístupná ze západní strany brány, od hradeb. Místnost sloužila pro stráže, které dohlížely nad opevněním města. Celkem má věž dvě patra, pod dřevěnou střechou se ještě nachází stavebně oddělené podkroví.